# Travis Parrott
Pour les articles homonymes, voir Parrott.
Travis Parrott, né le 16 août 1980 à Portland en Oregon, est un joueur de tennis américain, professionnel de 2003 à 2012.
En 2009, il remporte l'US Open en double mixte aux côtés de sa compatriote Carly Gullickson.

## Palmarès

### Titres en double (3)
| No | Date       | Nom et lieu du tournoi                         | Catégorie   | Dotation    | Surface    | Partenaire            | Finalistes                       | Score             |          |
| -- | ---------- | ---------------------------------------------- | ----------- | ----------- | ---------- | --------------------- | -------------------------------- | ----------------- | -------- |
| 1  | 28-07-2003 | Mercedes-Benz Cup Los Angeles                  | Int' Series | 355 000 $   | Dur (ext.) | Jan-Michael Gambill   | Joshua Eagle Sjeng Schalken      | 6-4, 3-6, 7-5     | Parcours |
| 2  | 23-07-2007 | Indianapolis Tennis Championships Indianapolis | Int' Series | 500 000 $   | Dur (ext.) | Juan Martín del Potro | Teymuraz Gabashvili Ivo Karlović | 3-6, 6-2, [10-6]  | Parcours |
| 3  | 20-10-2008 | St. Petersburg Open Saint-Pétersbourg          | Int' Series | 1 024 000 $ | Dur (int.) | Filip Polášek         | Rohan Bopanna Max Mirnyi         | 3-6, 7-64, [10-8] | Parcours |

### Finales en double (6)
| No | Date       | Nom et lieu du tournoi                        | Catégorie   | Dotation    | Surface      | Vainqueurs                           | Partenaire        | Score      |          |
| -- | ---------- | --------------------------------------------- | ----------- | ----------- | ------------ | ------------------------------------ | ----------------- | ---------- | -------- |
| 1  | 16-08-2004 | Legg Mason Tennis Classic Washington          | Int' Series | 475 000 $   | Dur (ext.)   | Chris Haggard Robbie Koenig          | Dmitri Toursounov | 7-63, 6-1  | Parcours |
| 2  | 04-07-2005 | Campbell’s Hall of Fame Championships Newport | Int' Series | 355 000 $   | Gazon (ext.) | Jordan Kerr Jim Thomas               | Graydon Oliver    | 7-65, 7-65 | Parcours |
| 3  | 14-04-2008 | Open de Tenis Comunidad Valenciana Valence    | Int' Series | 349 000 €   | Terre (ext.) | Máximo González Juan Mónaco          | Filip Polášek     | 7-5, 7-5   | Parcours |
| 4  | 04-08-2008 | Countrywide Classic Los Angeles               | Int' Series | 450 000 $   | Dur (ext.)   | Rohan Bopanna Eric Butorac           | Dušan Vemić       | 7-65, 7-65 | Parcours |
| 5  | 16-02-2009 | Regions Morgan Keegan Championships Memphis   | ATP 500     | 1 100 000 $ | Dur (int.)   | Mardy Fish Mark Knowles              | Filip Polášek     | 7-67, 6-1  | Parcours |
| 6  | 15-06-2009 | AEGON International Eastbourne                | ATP 250     | 450 000 $   | Gazon (ext.) | Mariusz Fyrstenberg Marcin Matkowski | Filip Polášek     | 6-4, 6-4   | Parcours |

### Titre en double mixte (1)
| No | Date       | Nom et lieu du tournoi   | Catégorie | Dotation    | Surface    | Partenaire       | Finalistes              | Score    |          |
| -- | ---------- | ------------------------ | --------- | ----------- | ---------- | ---------------- | ----------------------- | -------- | -------- |
| 1  | 31-08-2009 | US Open Flushing Meadows | G. Chelem | 9 756 000 $ | Dur (ext.) | Carly Gullickson | Cara Black Leander Paes | 6-2, 6-4 | Parcours |

## Parcours dans les tournois duGrand Chelem

### En simple
N'a jamais participé à un tableau final.

### En double
| Année | Open d'Australie            | Open d'Australie      | Internationaux de France   | Internationaux de France   | Wimbledon                 | Wimbledon                | US Open                       | US Open                |
| ----- | --------------------------- | --------------------- | -------------------------- | -------------------------- | ------------------------- | ------------------------ | ----------------------------- | ---------------------- |
| 2003  | —                           | —                     | —                          | —                          | —                         | —                        | 1er tour (1/32) J.-M. Gambill | B. Bryan M. Bryan      |
| 2004  | —                           | —                     | 1er tour (1/32) T. Shimada | K. Braasch S. Sargsian     | 1/8 de finale V. Spadea   | M. Knowles D. Nestor     | 1/4 de finale R. Koenig       | R. Nadal T. Robredo    |
| 2005  | 1/8 de finale A. Fisher     | T. Berdych A. Pavel   | 1er tour (1/32) R. Leach   | G. Carraz A. Dupuis        | 2e tour (1/16) R. Leach   | L. Paes N. Zimonjić      | 2e tour (1/16) J. Palmer      | T. Johansson R. Koenig |
| 2006  | 1/8 de finale J. Kerr       | B. Bryan M. Bryan     | 1/8 de finale V. Spadea    | A. Pavel A. Waske          | 1er tour (1/32) V. Spadea | M. Kohlmann R. Schüttler | 2e tour (1/16) L. Burgsmüller | M. Kohlmann A. Waske   |
| 2007  | 2e tour (1/16) E. Butorac   | F. Čermák J. Levinský | 1er tour (1/32) A. Delić   | M. Mertiňák P. Pála        | 2e tour (1/16) R. Ginepri | F. Santoro N. Zimonjić   | 2e tour (1/16) Lee H-t.       | P. Hanley K. Ullyett   |
| 2008  | —                           | —                     | 1er tour (1/32) F. Polášek | M. Mertiňák J.-C. Scherrer | 1/8 de finale F. Polášek  | L. Dlouhý L. Paes        | 1er tour (1/32) F. Polášek    | J. Melzer R. Schüttler |
| 2009  | 2e tour (1/16) F. Polášek   | R. Ram B. Reynolds    | 2e tour (1/16) F. Polášek  | J. Benneteau N. Mahut      | 2e tour (1/16) F. Polášek | S. Aspelin P. Hanley     | 1er tour (1/32) F. Polášek    | Lu Y-h. D. Sela        |
| 2010  | 1er tour (1/32) J. Levinský | R. Junaid P. Luczak   | —                          | —                          | —                         | —                        | 1er tour (1/32) J. Brunström  | F. Mayer R. Wassen     |
| 2011  | 1er tour (1/32) K. Skupski  | J. Chardy A. Clément  | —                          | —                          | —                         | —                        | 1er tour (1/32) B. Reynolds   | J. Cerretani P. Marx   |

N.B. : le nom du ou de la partenaire se trouve sous le résultat ; le nom des ultimes adversaires se trouve à droite.

### En double mixte
N.B. : le nom de la partenaire se trouve sous le résultat ; le nom des ultimes adversaires se trouve à droite.